# 釋真節
釋真節（1519年—1593年），號素庵，襄陽人，俗姓鍾，明朝應天棲霞寺沙門。

## 生平
真節法師少年時聰慧過人，為州郡的學生員，成年後因宿世善根萌發，生起出世之心，辭親割愛，到南陽留山寺禮明休和尚剃髮出家，於清涼寺受戒。出家後北遊京師，凡遇講經說法的講席，皆前往參學。在秀雅法師座下學習經論十一年，學養俱優，深得賢首宗教法宗旨，被海內外佛弟子譽為佛門龍象。
後南下參禮普陀山，復回到金陵棲霞寺，講經弘法三十餘年，常住三百餘人。曾顧開演《法華經》至「多寶塔品」時空中忽現一座寶塔於法師說法座前，以應經中說法，現場弟子親睹稀有聖境皆歡喜落淚，讚莫能窮。慈聖皇太后特命宮中張中使前來鑒證此一聖瑞，特賜尚方金縷袈裟一襲給真節法師，於講堂西側興建寶塔一座記錄這件聖蹟祥瑞。
真節法師圓寂於明神宗萬曆二十一年（1593年），世壽七十五歲。